# 穆爾鎮區 (密歇根州)
穆爾鎮區（英語：Moore Township）是位於美國密歇根州薩尼拉克縣的一個行政鎮區。

## 地方資料
穆爾鎮區的面積為94.00平方千米，當中陸地面積為94.00平方千米，而水域面積為0.00平方千米。根據2020年美國人口普查的數據，當地共有人口1110人，而人口密度為每平方千米11.81人。